# Poststraße (Wuppertal)
Poststraße ist seit 1824 der Name einer Straße im Stadtteil Elberfeld von Wuppertal. Sie verläuft vom Kerstenplatz bis zur Alten Freiheit.

## Geschichte

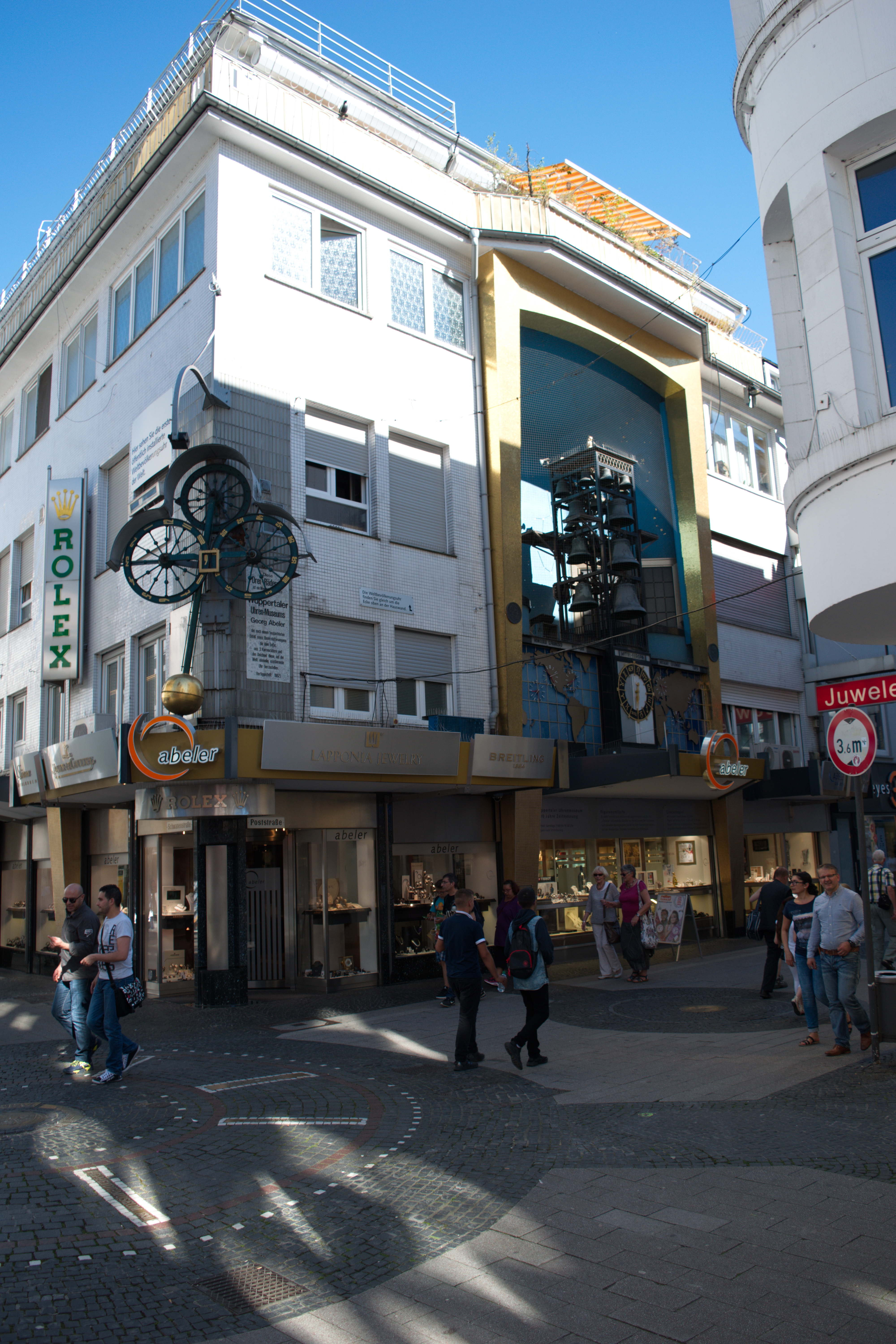
Ecke Schwanenstraße mit Glockenspiel, Weltzeituhr und Drei-Räder-Uhr am ehemaligen Wuppertaler Uhrenmuseum, 2016

Im Zuge der Aufteilung des Geländes der Burg Elberfeld 1603 entstand die Straße, die zu dieser Zeit noch den Namen Marktgasse trug. Namensgebend hierfür war der Markt an der Alten Freiheit, zu dem die Straße vom damaligen Heubruch führte. Sie entwickelte sich zum Kern der Stadt Elberfeld.
Zwischen 1744 und 1758 bestand hier die erste Poststation der Kaiserlichen Reichspost, die von der Familie der Taxis betrieben wurde. Nach mehreren Verlegungen kehrte die Post 1824 hierhin zurück, worauf die Straße ihren Namen Poststraße erhielt. Das Postamt bestand hier bis 1868 an der Ecke Poststraße/Grabenstraße; in diesem Jahr zog es in den Neubau an der Ecke Morianststraße/Hofkamp um. Darauf wurde in dem ehemaligen Postamt die Wirtschaft Zur alten Post betrieben, die 1890 abgebrochen wurde. An ihrer Stelle entstand etwa 1912 das Hotel zur Post.
In den 1920er und 1930er Jahren lagen in der Poststraße auf dem sogenannten „Teppich“ die „Verkehrslokale“ vieler Nationalsozialisten und der paramilitärischen Kampforganisation der NSDAP, der Sturmabteilung (SA). 1941 hatte die Straße eine hohe Konzentration von Einzelhandelsgeschäften vorzuweisen. Sie wurde bei dem Luftangriff auf Elberfeld 1943 besonders durch den Abwurf von Phosphorbomben schwer in Mitleidenschaft gezogen. Der den Boden bedeckende Asphalt war hierdurch in Brand geraten, die Poststraße war voller Glut. Anstatt der zu dieser Zeit üblichen unterirdischen Verbindungswege über Kellerdurchbrüche hatten Geschäftsbesitzer ihre Keller zugemauert, wodurch viele schutzsuchende Menschen umkamen. Zahlreiche der anliegenden Häuser wurden zerstört oder stark beschädigt, darunter das zu der Zeit älteste erhaltene Gebäude Elberfelds, das Moser’sche Haus (erbaut zwischen 1660 und 1670) sowie das altbergische Geschäftshaus des Goldschmiedemeisters und Uhrmachers Georg Abeler.
In der Nachkriegszeit wurde die Poststraße als Haupteinkaufsmeile wiederaufgebaut. 1967 erfolgte der Umbau der Alten Freiheit und des unteren Teils der Poststraße (bis Schwanenstraße) und wurde, zusammen mit dem Rest der Poststraße (vorerst ohne Umbau) zur autofreien Fußgängerzone erklärt. Der Umbau des Reststückes erfolge 1968. Hiermit behielt die Poststraße ihre zentrale Funktion für den Durchgang in der Elberfelder Innenstadt. Am 14. September 1987 begann ein erneuter Umbau der Poststraße von Kerstenplatz bis Schwanenstraße, bei dem dieser Teil neu gepflastert wurde. 1988 wurde für 2,8 Millionen DM bis 1989 der südliche Teil der Poststraße und der Alten Freiheit umgestaltet.
1993 passierten täglich etwa 50.000 Fußgänger die Straße Alte Freiheit und die Poststraße. Zusammen bilden sie die wichtigste Einkaufsstraße Wuppertals, die in der Rangordnung der Lage 2009 die Note „Ia“ erhielt.
An der Kreuzung Poststraße/Schwanenstraße ist das Stadtwappen von Wuppertal im Pflaster eingelassen. Ein Standbild der Mina Knallenfalls, einer literarischen Figur des Wuppertaler Dichters Otto Hausmann, steht hier heute am Übergang zur Alten Freiheit.
Immobilienbesitzer an der Poststraße, der Straße Alte Freiheit und am Kerstenplatz haben 2018 die „Immobilien- und Standortgemeinschaft (ISG) Poststraße/Alte Freiheit e. V.“ gegründet. Diese bemüht sich um eine Aufwertung dieses Stadtbereichs, durch die „die Poststraße […] ein neues Gesicht bekommen“ soll, nicht zuletzt angesichts des Umbaus und der Neugestaltung des nahegelegenen Döppersbergs.
Die ISG Poststraße/Alte Freiheit investiert dafür bis 2023 eine Million Euro – das Geld stammt ausschließlich aus den Mitteln der Eigentümer und nicht aus öffentlichen Zuschüssen. Mithilfe dieser Investitionen möchte die ISG unter anderem ein neues Beleuchtungskonzept und eine attraktivere Gestaltung des Straßenraums an Poststraße, Alter Freiheit und Kerstenplatz realisieren. Außerdem hat sie für den Straßenzug den Markennamen "Eins A Elberfeld" etabliert – dieser spielt auf den Anspruch des Areals, Wuppertals bevorzugte Einkaufsmeile zu sein, sowie auf den Status als frequenzstärkste 1A-Handelslage an.